# Teste rápido de antigénios COVID-19

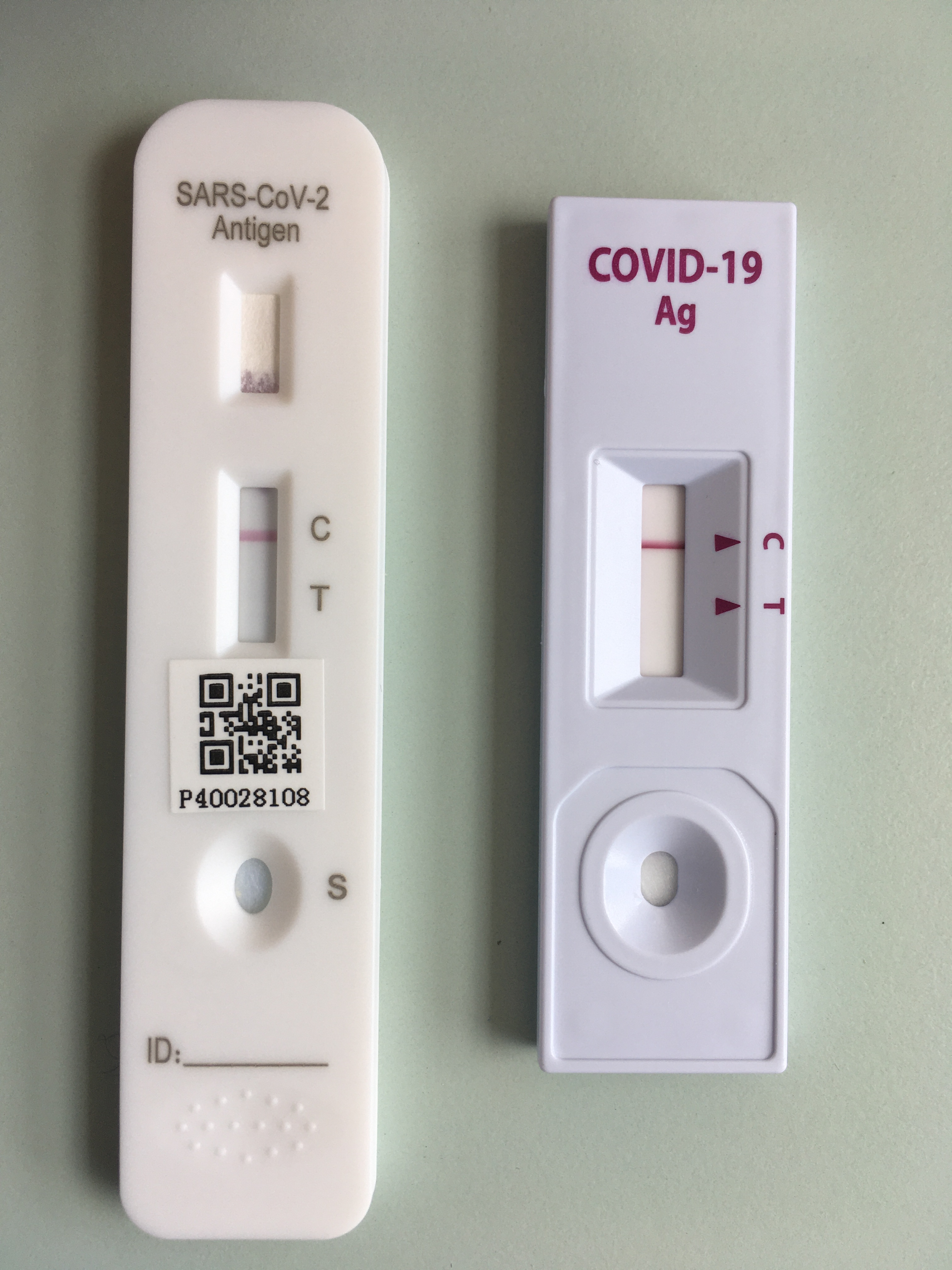
Testes rápidos SARS-CoV-2. Testes de fluxo lateral de detecção de antigénios virais

Os testes rápidos de antigénio COVID-19, também frequentemente chamados testes de fluxo lateral COVID-19, são testes rápidos de antigénio utilizados para detectar a infecção por SARS-COV-2 (COVID-19). São rápidos de implementar com treino mínimo, oferecem vantagens de custo significativas, custando uma fracção de outras formas de testes COVID-19 e dão aos utilizadores um resultado em 5-30 minutos. No entanto, têm uma elevada taxa de falsos negativos. Os testes rápidos de antigénios são utilizados em vários países como parte de testes em massa ou abordagens de rastreio populacional. São considerados valiosos para a identificação de indivíduos assintomáticos e que poderiam potencialmente propagar o vírus a outras pessoas, que de outra forma não saberiam que estavam infectadas. Isto difere de outras formas de testes COVID-19, tais como PCR, que são geralmente vistos como um teste útil para indivíduos sintomáticos, uma vez que têm uma maior sensibilidade e podem identificar com maior precisão os casos.

## História do desenvolvimento da tecnologia de testes rápidos COVID-19
Os testes rápidos para o COVID-19 emergiram de um grande investimento do controverso programa Moonshot do Reino Unido, um programa de £100 mil milhões para avaliar, desenvolver e implementar sistematicamente novas tecnologias para os testes COVID-19. Inicialmente, os testes rápidos encontravam-se dentro desta linha de avaliação sistemática, juntamente com muitas outras tecnologias de testes COVID-19 como Lamp, Lampore, PCR de pontos de cuidados, espectrometria de massa e agrupamento de amostras. Contudo, à medida que as avaliações prosseguiam, os testes rápidos surgiram como a forma mais bem sucedida de testes COVID-19 dentro deste programa para complementar os testes PCR existentes.

## Orientação internacional para uso e desenvolvimento da tecnologia de testes rápidos COVID-19
A fundamentação científica inicial para a utilidade potencial dos testes rápidos e a direcção global para o desenvolvimento da tecnologia de testes rápidos foi impulsionada por orientações provisórias da OMS que assinalaram os potenciais benefícios. O relatório observou que os testes rápidos eram muito mais fáceis de implementar, e tinham vantagens em termos de custos. A OMS recomendou a sua utilização em surtos, para a identificação precoce de casos e para o acompanhamento das tendências da doença. Mais tarde, e na sequência de um corpo de estudos em rápido crescimento, esta recomendação foi alargada pela Comissão Europeia. A Comissão Europeia recomendou a utilização de tecnologia de testes rápidos para o rastreio de toda a população onde a proporção de positividade dos testes é elevada ou muito elevada. Em Janeiro de 2021, a Comissão Europeia concordou em reforçar a sua posição, defendendo uma utilização muito maior dos testes rápidos, observando que "se a investigação provar que os testes rápidos de antigénio podem ser conduzidos pelos próprios testes.... auto-testes com ou sem orientação profissional poderão também ser considerados".

## Estudos iniciais
Um dos estudos definitivos para testes rápidos foi completado pela Public Health England, Universidade de Oxford e Universidade de Manchester e lançado pelo Professor Richard Body e pelo Dr. Lennard Lee. O estudo Falcon-C19 que foi lançado no prazo de três dias a 17 de Setembro. O primeiro paciente foi recrutado no parque de estacionamento do estádio Etihad de Manchester City, num novo centro de investigação de testes COVID-19. O estudo foi rapidamente alargado para incluir 14 centros de investigação comunitários em todo o Reino Unido. O estudo encerrou a 23 de Outubro, tendo completado 878 indivíduos. O estudo foi um dos mais rápidos a recrutar estudos de investigação COVID-19 do Reino Unido no país. O estudo forneceu provas definitivas de que os dispositivos de teste rápido foram capazes de captar resultados positivos com elevada precisão. Um total de 4 testes rápidos, incluindo Innova e Orientgene, foram validados neste estudo utilizando amostras de esfregaços de indivíduos com doença sintomática e assintomática.
Por volta do lançamento da análise intercalar deste estudo britânico, os EUA confirmaram que 100 milhões de testes rápidos seriam comprados à Abbott e enviados para todo o país para iniciar estudos semelhantes nos EUA para complementar os estudos iniciados pela Universidade de Oxford.

## Estudos de avaliação em todo o mundo
A 2 de Novembro, a Eslováquia tornou-se o primeiro país do mundo a iniciar testes de massa em todo o país utilizando testes rápidos. Cinco milhões de testes rápidos foram realizados por 60.000 funcionários que utilizaram o teste SD Biosensor antigénio e efectuaram esfregaços na população. Isto levou então a Comissão Europeia a recomendar que os testes rápidos fossem utilizados como parte do rastreio populacional. Dois estudos de investigação publicados no início de 2021, um do professor Martin Kahanec da Universidade Central Europeia e dos seus co-autores e outro de Martin Pavelka da London School of Hygiene & Tropical Medicine e da sua equipa sugerem que os efeitos da onda do Outono de testes rápidos de massa de antigénio na Eslováquia ajudaram a suprimir a pandemia no país, embora de acordo com o estudo anterior o efeito dos testes em massa sobre a pandemia fosse temporário e começasse a dissipar-se após cerca de duas semanas.
O Reino Unido continuou o seu programa de desenvolvimento de testes rápidos em curso utilizando o teste rápido Innova, com urgência crescente à medida que os casos COVID-19 aumentavam em toda a Europa. A 6 de Novembro, o Primeiro-Ministro Boris Johnson iniciou o rastreio de Liverpool em toda a cidade, como parte da avaliação acelerada da tecnologia. Foi também lançada a expansão de testes rápidos piloto para muitos sectores onde os testes não estavam anteriormente disponíveis. Estes incluíam estudantes em Universidades que tinham sido particularmente atingidos por surtos. Isto começou inicialmente na Universidade de Durham, que dispunha da infra-estrutura e dos conhecimentos necessários para gerir o programa de testes rápidos, mas foi alargado à maioria das Universidades do Reino Unido e permitiu que o plano nacional de evacuação levasse os estudantes para casa em segurança no Natal. Foram também implementados testes rápidos no âmbito do Serviço Nacional de Saúde para o pessoal, a fim de reduzir a possível transmissão a doentes, autoridades locais e lares para permitir visitas aos residentes. No dia 18 de Novembro, o País de Gales completou os primeiros testes de bairro inteiro num Merthyr Tydfil. Nesta altura, foram também implementados testes em escolas nos EUA para estudantes com sintomas e em lares e escolas portuguesas.
Esforços globais para intensificar as avaliações dos testes rápidos foram iniciados pelo Departamento de Emergências da Organização Mundial de Saúde (OMS), que lançou um importante projecto de implementação de testes de diagnóstico rápido no dia 10 de Novembro, com a ajuda de um acordo da Fundação Bill e Melinda Gates que limitou os custos para os países de rendimento baixo e médio.
A Áustria iniciou a 5 de Dezembro os testes em massa em todo o país e encomendou sete milhões de testes que consistem no teste SD Biosensor e na Siemens Clinitest (também conhecida como Orientgene).
Em meados de Dezembro, houve muitos estudos que confirmaram a eficácia e sucesso da utilização de testes rápidos para identificar indivíduos com COVID-19, incluindo estudos nos Países Baixos, Reino Unido e EUA. Todos estes estudos permitiram que os testes rápidos entrassem nas estratégias nacionais padrão de testes da COVID-19. A pilotagem global de testes rápidos era agora comum em escolas no Canadá, centros de viagens na Indonésia, e em toda a Índia.

## Preocupações sobre a utilização
Muitos indivíduos manifestaram a preocupação de que a precisão dos testes rápidos não fosse tão boa como a forma existente de PCR de teste COVID-19. Dados divulgados a partir do ecrã da cidade do Reino Unido em Liverpool ilustraram que os operadores do exército do teste obtiveram o desempenho dos testes de cientistas de laboratório treinados, seguindo outros pilotos na Índia. Isto causou questões menores no seio da comunidade científico-psicológica, onde houve um debate sobre se os testes rápidos poderiam conduzir a uma falsa tranquilização e a uma mudança de comportamento. No entanto, foi confirmada uma mudança de pensamento sobre a utilização de testes rápidos, na sequência de uma publicação dos EUA. O Professor Michael Mina teorizou que os testes rápidos ainda seriam úteis uma vez que identificavam indivíduos infecciosos, e os potenciais benefícios observados ao repetir testes rápidos e obter um resultado muito mais rápido do que outras formas de testes. A principal médica clínica do Reino Unido, Dra. Susan Hopkins, também observou que os testes rápidos constituíam um meio de encontrar "pessoas que...de outra forma não poderíamos encontrar".
Notando a capacidade de identificar casos mais rapidamente, e considerando a consequente escalada de casos na Europa, a comissão europeia reuniu-se a 11 de Dezembro e desenvolveu um quadro europeu comum para "utilização, validação e reconhecimento mútuo de testes rápidos", comprometendo 100 milhões de euros para a compra de testes à Roche e Abbott. Stella Kyriakides, comissária para a Saúde e Segurança Alimentar afirmou: "Os testes rápidos de antigénios oferecem-nos rapidez, fiabilidade e respostas rápidas para isolar os casos COVID. Isto é crucial para abrandar a propagação da pandemia".
Outros indivíduos levantaram preocupações sobre a lentidão na aceitação e implementação de testes rápidos e a potencial perda de vidas que possa ter ocorrido em resultado disso. Um grupo académico do Canadá observou que metade das mortes em lares na fase inicial da pandemia poderia ter sido evitada com testes rápidos.

## Aprovação regulamentar global para utilização em testes COVID-19
Na sequência do sucesso de numerosos estudos em todo o mundo para analisar testes rápidos a partir de Agosto de 2020, os testes rápidos foram aprovados por entidades reguladoras em todo o mundo como parte de uma estratégia para utilizar os testes como "uma nova abordagem para combater a pandemia". A 16 de Dezembro, a FDA tornou-se a primeira autoridade a aprovar o teste rápido Abbott. Foram dadas aprovações subsequentes para o teste caseiro Ellume COVID-19.
Os testes rápidos foram também aprovados pela Health Canada com o seu consultor, o Professor David Juncter observando "os melhores testes rápidos são altamente precisos na detecção de indivíduos contagiosos" e o especialista em doenças infecciosas Jean Longtin observando "Permitir-nos-á avançar mais rapidamente do que o vírus e encontrar os contactos da pessoa numa hora ou duas, em vez de esperar 24 horas".
O MHRA do Reino Unido confirmou a sua aprovação do teste rápido Innova para testes de auto-utilização em 23 de Dezembro. Após o claro sucesso global deste desenvolvimento global de testes rápidos, Sir John Bell, professor Regius de medicina na Universidade de Oxford, afirmou: "Os testes rápidos foram um elemento central de boa defesa contra o coronavírus porque eram rápidos, baratos e disponíveis para utilização repetida".

## Testes rápidos como um "regresso ao normal"
A Espanha tornou-se o primeiro país a utilizar testes rápidos para facilitar o regresso ao normal, com testes rápidos amplamente disponíveis nas farmácias, e um concerto musical gratuito realizado em Barcelona para indivíduos que fizeram um teste rápido. Uma abordagem semelhante foi adoptada na Albânia para permitir festivais de música. Contudo, muitos peritos não estavam seguros desta abordagem, acreditando que "os testes rápidos não são a solução para recomeçar a vida normal", mas poderiam ser utilizados em combinação com outras medidas vitais de prevenção de infecções, tais como o uso de EPI apropriado, lavar as mãos regularmente e distanciamento social para permitir que as pessoas tenham esse tempo vital com aqueles que amam, ajudando ao mesmo tempo a mantê-los mais seguros.

## Novas estirpes de COVID-19
Em 22 de Dezembro de 2020, uma nova estirpe mais infecciosa da SRA-CoV-2 foi identificada no Reino Unido, VOC-202012/01. A estirpe espalhou-se rapidamente por todo o mundo. Com a utilização generalizada a nível mundial desta forma de testes COVID-19, houve a preocupação de que esta variante tornasse os testes rápidos obsoletos. Como parte da avaliação tecnológica acelerada do fluxo lateral do Reino Unido, no prazo de 24 horas, os laboratórios da Saúde Pública de Inglaterra puderam confirmar que os testes rápidos no desenvolvimento global não foram afectados e puderam identificar a nova variante. Isto porque o teste rápido visa geralmente a proteína da nucleocapsida e não a proteína do pico. No entanto, foram recentemente identificadas algumas estirpes que afectam a sensibilidade de alguns testes rápidos até 1000 vezes. Felizmente, a frequência destas mutações do nucleocapsido (especificamente D399N) ainda é relativamente baixa a nível global, a ~0,02%.

## Utilizações humanitárias para testes rápidos
Para além da utilização de rotina pela comunidade, foram também utilizados testes rápidos como parte dos esforços humanitários durante a pandemia. Na sequência das inundações em Jacarta, na Indonésia, a 2 de Dezembro, foram disponibilizados testes rápidos em abrigos contra inundações. Além disso, após o encerramento das fronteiras nacionais na Europa na sequência da emergência da nova estirpe britânica pouco antes do Natal, cerca de 6.000 camionistas ficaram retidos sem comida, parando efectivamente as entregas de alimentos no Natal. Foram efectuados testes rápidos pelos bombeiros franceses no prazo de 24 horas no Canal da Mancha. Os testes rápidos permitiram que os camiões entrassem na estrada e completassem as suas entregas e regressassem às suas famílias para o Natal, demonstrando a potencial utilidade global de ter um teste COVID-19 facilmente implementável. Médecins Sans Frontières apoiou fortemente a utilização de testes rápidos em países de rendimento baixo e médio, assinalando que "os testes de antigénio COVID-19 podem fornecer resultados rápidos e accionáveis, assegurando a identificação atempada de pessoas infectadas com o vírus a nível da comunidade".

## América e testes rápidos
Tendo inicialmente investido consideravelmente no desenvolvimento da tecnologia de testes rápidos juntamente com o Reino Unido, uma nova avaliação dos testes rápidos como parte das abordagens de testes em massa nos EUA estagnou como resultado do impasse em torno dos 900 mil milhões de dólares no alívio COVID-19 contido na Lei de Apropriações Consolidadas de 2020, 2021. O projecto de lei foi criticado por não ter especificamente delimitado o investimento em testes rápidos como uma forma rentável e eficaz de testar a população em geral. Cientistas nos EUA, como o Professor Michael Mina da Universidade de Harvard observaram que os testes eram um "complemento muito poderoso para tudo o que as pessoas já estão a fazer" e que "os testes em casa para a COVID-19 poderiam reduzir a taxa de infecção". Esta opinião foi reforçada pelo Professor William A. Haseltine também de Harvard num artigo na revista Forbes propondo "testes rápidos e auto-administrados poderiam deter a maré sempre crescente de doença e morte" e um artigo da Professora Annie Sparrow do Monte Sinai, Nova Iorque propondo "Os testes de massa baratos são vitais para a vitória pandémica" tendo em conta "a emergência da estirpe B117 altamente contagiosa e de rápida propagação no Reino Unido, e uma estirpe semelhante da África do Sul". No entanto, os testes domiciliários rápidos para a COVID-19 foram disponibilizados publicamente aos indivíduos em Janeiro de 2021, na sequência da aprovação anterior da FDA. Estes testes foram reembolsados pelo seguro de saúde norte-americano para pessoas com sintomas de covid-19, ou que tenham tido um contacto próximo com uma pessoa infectada ou com alguém que apresente sintomas. Um artigo no Washington Post propunha que o benefício máximo dos testes rápidos nos EUA poderia não se concretizar até que "o governo federal cobrisse os testes para pessoas assintomáticas porque a transmissão por essas pessoas é uma parte tão grande do surto", uma vez que os testes a esses indivíduos não estavam cobertos pelo seguro de saúde. Após a eleição de um novo presidente em Janeiro de 2021, os EUA começaram a investir novamente no desenvolvimento de tecnologia de testes rápidos com a publicação de ordens executivas presidenciais.

## Valor de mercado global
Na sequência da utilização generalizada de testes rápidos em todo o mundo, os testes rápidos têm um valor de mercado de 15 mil milhões de dólares, contudo, espera-se que o mercado cesse a partir de 2024 devido à vacinação da população mundial até ao final de 2023. Nos EUA, o mercado para testes rápidos foi de 3,9 mil milhões de dólares com uma taxa de crescimento de >20% em hospitais, clínicas, Ásia Pacífico, mas também como testes para utilizadores finais. Os analistas do mercado internacional previram que os fabricantes de testes rápidos irão enfrentar uma procura crescente à medida que mais indivíduos e países começarem a utilizar testes rápidos para identificar indivíduos com sintomas mais leves. Vários comentadores e cientistas dos EUA manifestaram a sua preocupação quanto à capacidade da rede mundial de fabrico para satisfazer a procura global e fabricar as centenas de milhões de testes que seriam necessários para a realização de testes rápidos frequentes.

### Publicações científicas
- «ARRS - AJR Open Access COVID-19 Collection (em inglês)»
- «British Medical Journal COVID-19 collection (em inglês)»
- «European Radiology COVID-19 - latest articles (em inglês)»
- «New England Journal of Medicine COVID-19 resources (em inglês)»
- «RSNA COVID-19 research (em inglês)»
- «The Lancet COVID-19 resource centre (em inglês)»